# 히로노고루후조마에역
히로노고루후조마에역(일본어: 広野ゴルフ場前駅→히로노 골프장앞 역)은 일본 효고현 미키시에 있는 고베 전철 아오 선의 역이다. 역 번호는 KB49이다.

## 역사
- 1936년 12월 28일: 미키 전기철도의 히로노고루후조마에역(広野ゴルフ場前駅)으로 영업 개시. 개통 당초에는 종착역이었다.
- 1937년 12월 28일: 미키 전기철도가 미키히가시구치 역(현, 미키우에노마루 역)까지 연장되어, 중간역이 됨.
- 1942년 12월 22일: 역명이 히로세신카이역(広野新開駅)으로 변경됨.
- 1947년 1월 9일: 고베 아리마 전기철도와 미키 전기철도의 합병으로 탄생한 신유미키 전기철도의 역이 됨.
- 1951년 4월 1일: 역명이 히로노고루후조마에역으로 변경됨.
- 1984년 10월 5일: 열차 교행 설비 사용 개시.

## 구조
섬식 승강장 1면 2선의 교행 가능한 지상역이다. 승강장 유효장은 5량이다. 역사는 하행선 서쪽에 있고 승강장은 스즈란다이 방향의 구내 건널목을 통해 연결된다.
연선 광 네트워크에 접속된 역무 원격 시스템이 도입되어 있으며, 센터 역에서 자동 매표기, 자동 개찰기, 자동 정산기, TV카메라, 인터폰, 셔터가 원격 조작된다. 그 때문에 역무원의 순회역으로 지정되어 있으며, 구내 매점도 없다. 이웃한 미도리가오카 역과는 700 미터밖에 떨어져 있지 않다.

### 승강장
| 1 | ■ 아오 선(하행) | 시지미·에비스·미키·오노·아오 방면                                    |
| 2 | ■ 아오 선(상행) | 오시베다니·고바타·니시스즈란다이·스즈란다이·미나토가와·신카이치 방면 |

## 역 주변
동쪽은 주택지이고, 서쪽은 골프장이다. 역 앞에서 발착하는 버스 노선은 없다.
- 히로노 골프 클럽
- 미키 시립 미도리가오카 초등학교
- 미키 특별 지원학교
- 도키와 병원
- 히로노덴엔 테니스 클럽
- 효고 현립 미키키타 고등학교

## 사진

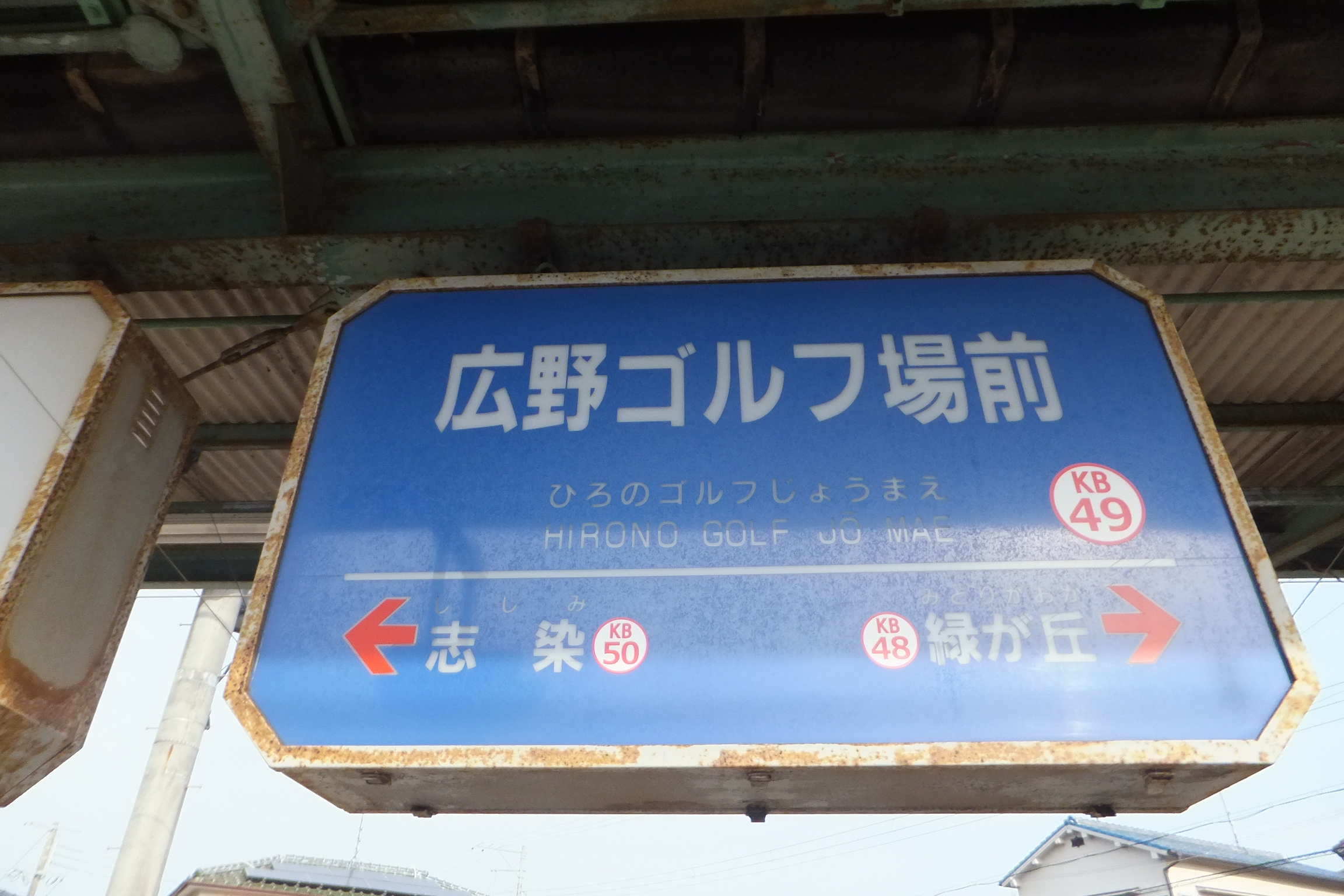
역명판
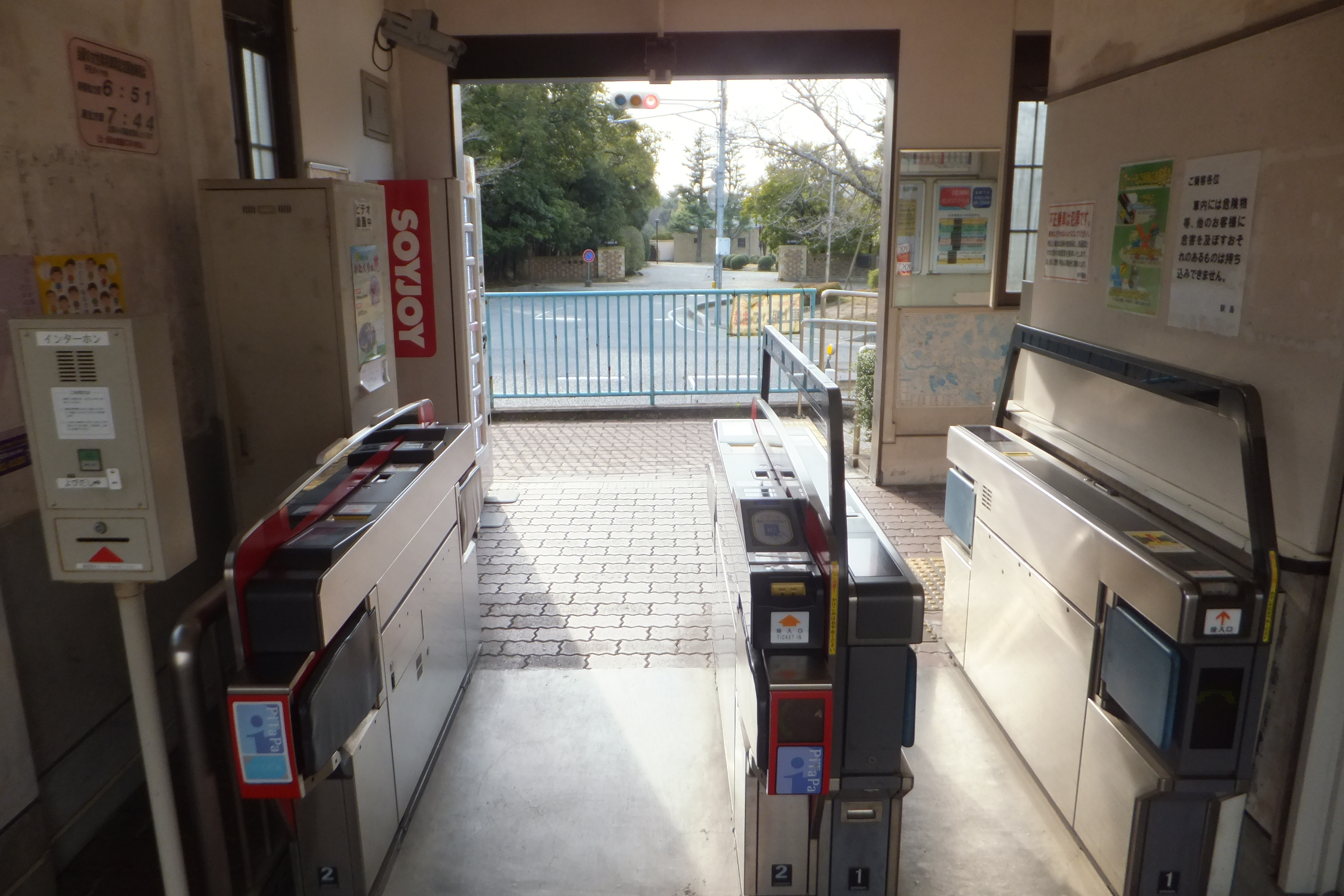
개찰구

## 인접역
| 고베 전철 아오 선               | 고베 전철 아오 선           | 고베 전철 아오 선     |
| ------------------------------- | --------------------------- | --------------------- |
| KB48 미도리가오카 신카이치 방면 | ■ 쾌속 ■ 급행 ■ 준급 ■ 보통 | 시지미 KB50 아오 방면 |